# Улица Екатерины Будановой
У́лица Екатери́ны Буда́новой (название утверждено 11 августа 1962 года) — улица в Москве, на территории района Кунцево Западного административного округа. Проходит от Полоцкой улицы на восток, пересекая улицу Коцюбинского, не доходя до улицы Ивана Франко. Нумерация домов начинается от Полоцкой улицы.

## Происхождение названия
Улица была образована в составе города Кунцева и тогда называлась улица Гайдара.
При включении города Кунцево в состав Москвы в 1960 году название было заменено в связи с наличием переулка Аркадия Гайдара (ныне Большой Казённый переулок) в центре Москвы. 11 августа 1962 года улица была переименована в честь военной лётчицы Екатерины Васильевны Будановой (1915—1943), жившей на этой улице до войны в семье своей старшей сестры. В ходе Великой Отечественной войны сбила 20 вражеских самолётов, погибла в бою.

## Здания и сооружения
По нечётной стороне:
- дом 1/12 — жилой дом (панельный пятиэтажный). Расположен на углу с Полоцкой улицей.
- дом 3 — жилой дом (панельный пятиэтажный).
- дом 5 — жилой дом (монолитно-кирпичный, 23 этажа). Ранее по этому адресу располагалась Кунцевская трикотажная фабрика.
- дом 11 — гаражно-строительный кооператив «Запорожец-27».

По чётной стороне:
- дом 2/10 — жилой дом (пятиэтажный П-образный).
- дом 4 к. 1 — жилой дом (пятиэтажный).
- дом 4 к. 2 — жилой дом (трехэтажный Г-образный).
- дома 6, 8 — жилые дома (пятиэтажные П-образные).
  - дом № 6 — Светлояр, научно-Производственная компания «Алекс».
    - дом № 6к2 — Детсад.ру, детский сад № 2069.

  - дом № 8к2 — управление социальной защиты населения района Кунцево.
- дом 10 к. 1 — жилой дом (пятиэтажный).
- дом 10 к. 2 — жилой дом (трёхэтажный).
- дом 12/11 — жилой дом (пятиэтажный П-образный). Расположен на углу с улицей Коцюбинского; Luxury-site, Vivasell.
- дом 16 к. 2 — жилой дом (кирпичный пятиэтажный).
- дом 18 — школа № 6 (для детей с девиантным поведением), Педагогический музей А. С. Макаренко, Центр внешкольной работы имени А. С. Макаренко.
- дом 20 к. 1 — жилой дом; «Перекрёсток-экспресс», салон-парикмахерская «Пчёлка», территориальный отдел по Западному административному округу Центра координации проектирования комплексного благоустройства города.
- дом 22 — жилой дом (кирпичный пятиэтажный).

## Транспорт

### Ближайшая станция метро
- Кунцевская

### Железнодорожный транспорт
- Платформа «Кунцевская» Белорусского направления Московской железной дороги
- Платформа «Рабочий Посёлок» Белорусского направления Московской железной дороги

### Наземный транспорт
На участке от Полоцкой улицы до улицы Коцюбинского, по улице проходят маршруты автобуса:
- № 73 (Крылатское — Филёвская Пойма)
- № 127 (Мякинино Парк — Кастанаевская улица)